# Gene Simmons

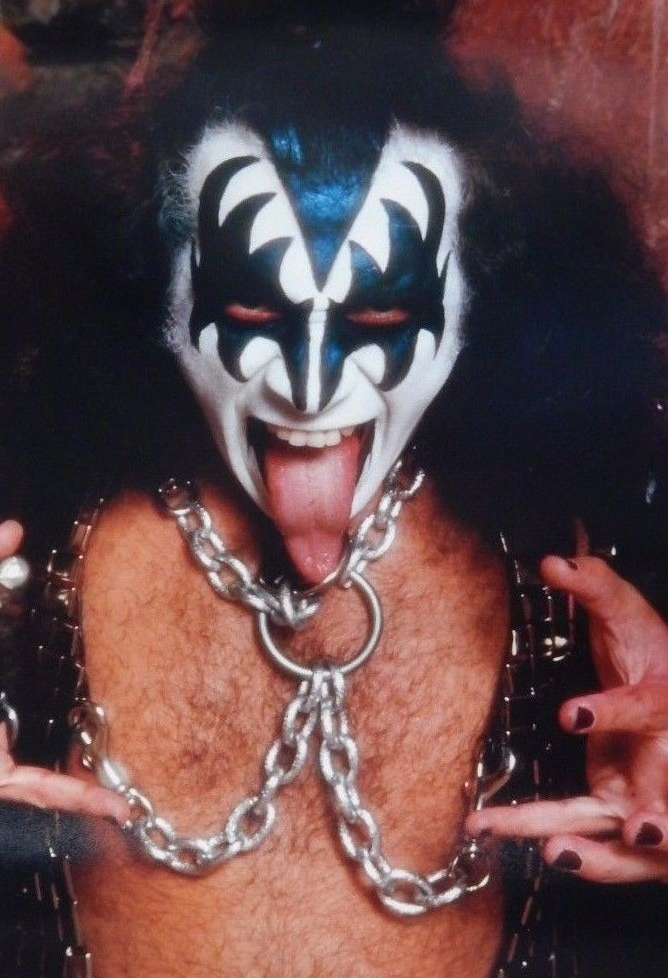
Gene Simmons 1977.

Gene Simmons, egentligen Chaim Witz (Gene Klein från och med ankomsten till USA), född 25 augusti 1949 i Haifa, Israel, är en amerikansk musiker och basist i hårdrocksbandet Kiss. Han har även varit skådespelare.

## Biografi
Simmons kom som åttaåring till New York med sin ungersk-judiska mor Flora (1925–2018), en överlevande från andra världskrigets koncentrationsläger. Som barn gick han i ortodox judisk skola i Brooklyn. Han har själv uppgivit att han upptäckte musiken i och med The Beatles framträdande i Ed Sullivan Show 1964.
I New York mötte han Paul Stanley genom vännen Steven Coronel. Tillsammans bildade de så småningom bandet Wicked Lester som snabbt splittrades. Simmons och Stanley bildade därefter Kiss där Simmons fortfarande spelar bas/sjunger och Stanley spelar gitarr/sjunger.
Under 1980-talet gjorde Simmons ett antal filmroller, mestadels spelande skurk, mot bland andra Tom Selleck i filmen Runaway, Rutger Hauer i Wanted: Dead or Alive. I Trick or Treat spelar han mot bland andra Ozzy Osbourne. Simmons spelade skurken Donald Mann i några avsnitt av TV-serien Tredje Skiftet 2004. Simmons har även medverkat i dokusåporna Rockskolan med premiär 2005 och Gene Simmons familjejuveler med premiär 2006 samt har även varit med och utvecklat serien Min pappa rockstjärnan som visats på TV-kanalen Nickelodeon.

## Privatliv
Gene Simmons använder varken narkotika eller dricker alkohol. Han har två barn, en son född 1989 och en dotter född 1992, båda tillsammans med skådespelaren och fotomodellen Shannon Tweed. En version av deras dagliga liv kan följas i TV-serien Gene Simmons familjejuveler.

## Diskografi
- 1978 – Gene Simmons
- 2004 – Asshole